# ニッキー・ショーリー
ニコラス・ロバート・"ニッキー"・ショーリー（Nicholas Robert "Nicky" SHOREY, 1981年2月19日 - ）は、イングランド・ヘイヴァリング区ロンフォード出身の元サッカー選手。現役時代のポジションはDF（左サイドバック）。

## 経歴
レイトン・オリエントFCで活躍し、2001年2月にレディングFCに移籍。元ウェストハム・ユナイテッドFC監督のアラン・パーデューに見出された。2005-2006シーズンにフットボールリーグ・チャンピオンシップ優勝を果たし、クラブ史上初のプレミアリーグ昇格に貢献した。
2006-2007シーズンも引き続き活躍し、プレミアリーグ初昇格で8位進出に貢献。レディングのファンによる同シーズン最優秀選手の投票では、イヴァル・インギマルションに次いで2位にランクインした。
2007-2008シーズンは18位に終わりチームは降格が決定。2008年8月、アストン・ヴィラFCに移籍するものの定位置を確保することはできず、2009年11月にフットボールリーグ・チャンピオンシップのノッティンガム・フォレストFC、2010年2月1日にシーズン終了までのレンタル移籍でフラムFCへ加入することになった。2010年8月、ウェスト・ブロムウィッチ・アルビオンFCへ移籍。
2016-17シーズン、ナショナルリーグ・サウスのハンガーフォード・タウンFCに加入した。
2007年6月1日、ブラジル代表との親善試合でイングランド代表デビューを果たした。

## エピソード
- イングランドのプロサッカーリーグの4ディビジョン全てでのプレー経験がある数少ない選手の一人である[要出典]。
- 靴のサイズは左足が9なのに対し右足は10である。違うサイズの靴を売ってくれる店がないため、2足買うこともあった[要出典]。

## タイトル

### クラブ
レディング
- フットボールリーグ・チャンピオンシップ : 2005-06

### 個人
- PFA年間ベストイレブン（チャンピオンシップ） : 2005-06